# Olivella rotunda
Olivella rotunda är en snäckart som beskrevs av Dall 1889. Olivella rotunda ingår i släktet Olivella och familjen Olividae. Inga underarter finns listade i Catalogue of Life.